# Арінос
Арінос (порт. Rio Arinos) — річка центрально-західної частини Бразилії протікає у штаті Мату-Гросу — права притока річки Журуєни, яка нижче за течією, зливаючись із річкою Телес-Пірес, утворюючи річку Тапажос. Належить до водного басейну Амазонки → Атлантичного океану.

## Географія
Річка починає свій витік на схилах гір Азул, за 180 км на північний-схід від міста Куяби, поблизу міста Діамантино. Тече територією штату Мату-Гросу, на захід (на короткій ділянці), потім повертає на північ — північний захід і впадає із лівого берега у річку Журуєну, поблизу однойменного містечка. Як і більшість річок цього регіону, русло річки Арінос переривається чисельними порогами, що перешкоджає судноплавству.  У середній та нижній частинах течії вздовж берегів розкинулись височини Сьєра-дус-Каябіс і Сьєра-ду-Томбадор.
Річка має довжину 710 км, а від витоку притоки Ріу-Ново — 750 км. Середньорічна витрата води в гирлі становить 1 350 м³/с. Площа басейну — 58 850 км². Живлення дощове, повінь із грудня по квітень.

## Населені пункти
Найбільші міста, які розташовані на берегах річки: Жуара (35 000 осіб), Нову-Оризонті-ду-Норті (3 760 осіб), Порту-дус-Гаушус (6 383 особи).

## Притоки
Річка Арінос на своєму шляху приймає воду великої кількості приток, найбільші із них (від витоку до гирла):
- Ріу-Ново (права притока)
- Ріу-дус-Патос (права)
- Аґуа Верде (ліва)
- Пареціс (ліва)
- Сао Цосме
- Ріу-дус-Пейшес (права, 330 км, 14 540 км²)